# Hesperocidaris
Genre
Hesperocidaris est un genre d'échinodermes (oursins) de la famille des Cidaridae.

## Description et caractéristiques
Ce sont des oursins réguliers : le test (coquille) est plus ou moins sphérique, protégé par des radioles (piquants), l'ensemble suivant une symétrie pentaradiaire (centrale d'ordre 5) reliant la bouche (péristome) située au centre de la face orale (inférieure) à l'anus (périprocte) situé à l'apex aboral (pôle supérieur).
Ce genre se caractérise par certaines spécificités squelettiques : le test est épais et légèrement aplati dorsalement, avec un disque apical généralement dicyclique, mesurant environ 50 % du diamètre du test, avec de larges plaques génitales granulées et de taille similaire.
Les interambulacres portent entre 5 et 8 plaques, avec des tubercules primaires perforés et non crénulés, disposés sur des aréoles incisées, circulaires et séparées sur les plaques ambitales et adapicales. Les tubercules scrobiculaires sont différentiés, les zones extrascrobiculaires étant densément tuberculées. Les ambulacres sont presque droits, avec des paires de pores subconjuguées (pores séparés par la distance d'un pore ou plus).
Le péristome est légèrement plus étroit que le disque apical. Les plaques ambulacraires sont unisériées.
Les radioles sont longues, fines (pour un cidaridé) et cylindriques ; elles ne s'effilent pas vers la pointe et peuvent au contraire s'élargir en une pointe plate. Le cou et l’encolure sont courts, et les radioles sont ornées de côtes longitudinales. On distingue ce genre de Tretocidaris par les poils corticaux densément présents sur les radioles.
Ce genre est présent dans le Pacifique Est.

## Liste d'espèces
Selon World Register of Marine Species (24 décembre 2014) :
- Hesperocidaris asteriscus H.L. Clark, 1948 -- Golfe du Mexique
- Hesperocidaris dubia (H.L. Clark, 1907) -- Équateur
- Hesperocidaris houstoniana A.H. Clark, 1939 -- Golfe du Mexique
- Hesperocidaris panamensis (A. Agassiz, 1898) -- Équateur, îles Cocos
- Hesperocidaris perplexa (H.L. Clark, 1907) -- Côte pacifique des USA

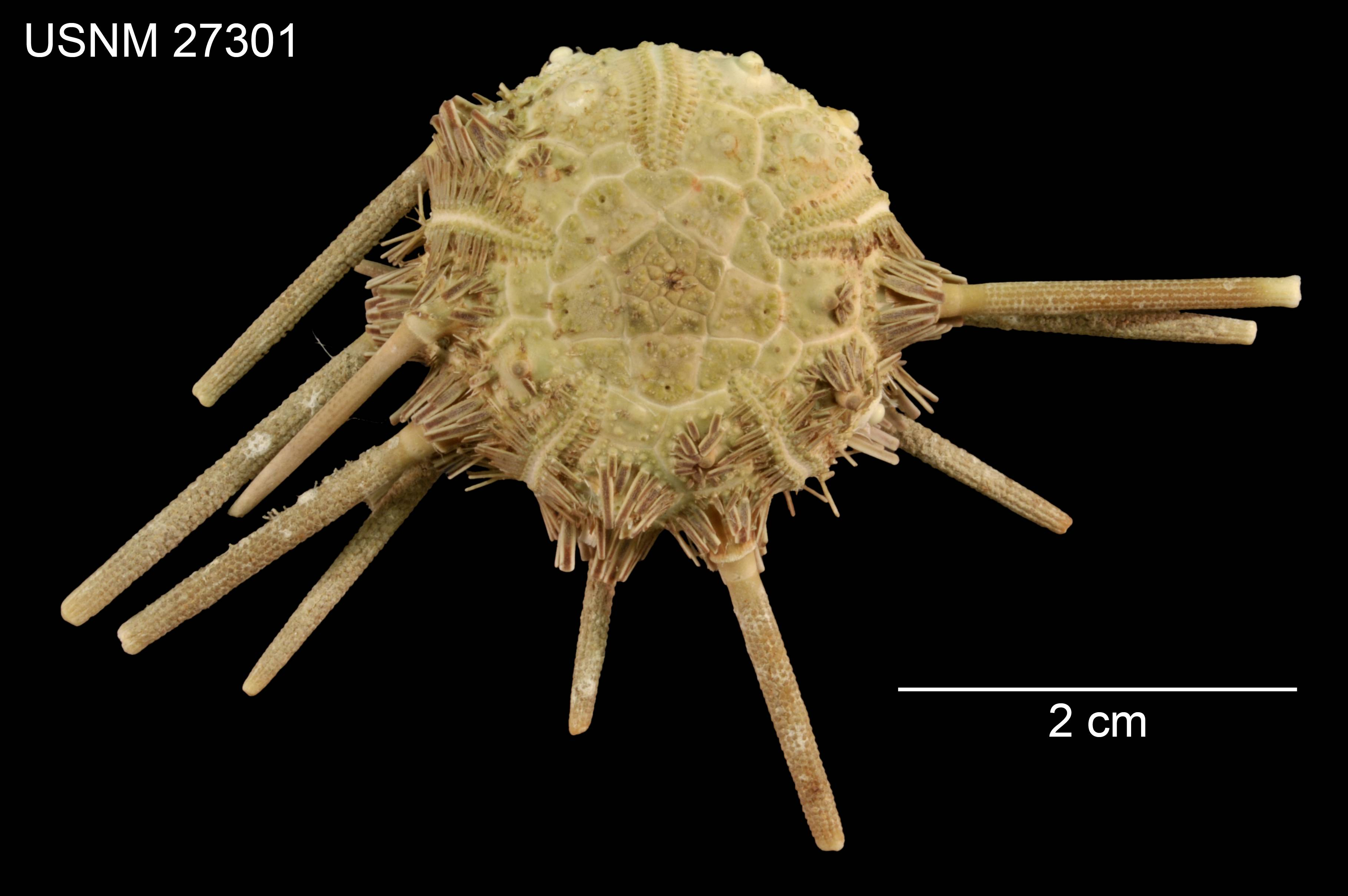
Hesperocidaris dubia
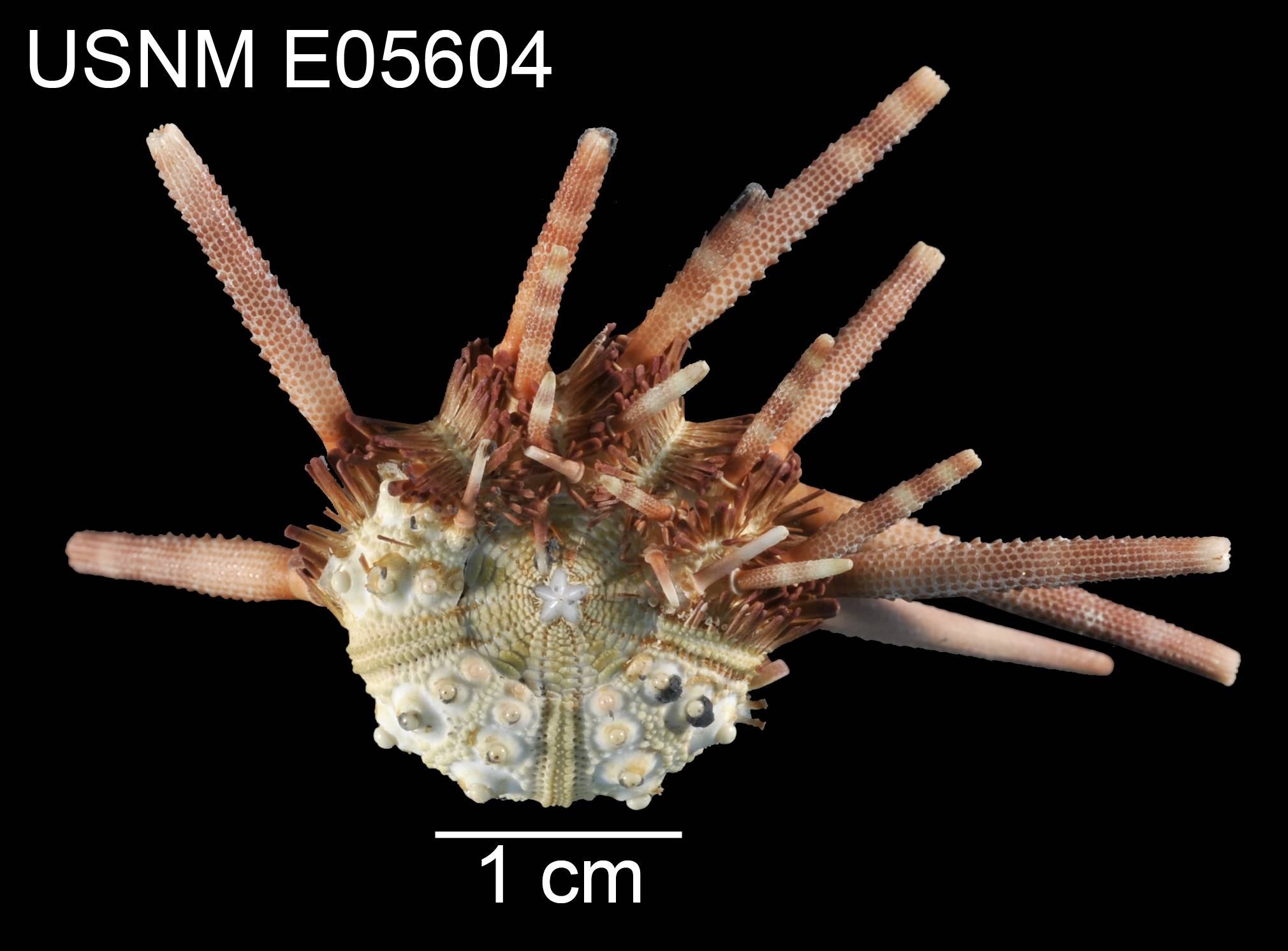
Hesperocidaris houstoniana (face orale)